# Acantholimon gontscharovii
Acantholimon gontscharovii är en triftväxtart som beskrevs av Ekaterina Georgiewna Czerniakowska. Acantholimon gontscharovii ingår i släktet Acantholimon och familjen triftväxter. Inga underarter finns listade i Catalogue of Life.